# North Cowichan
North Cowichan (con una popolazione di 29676 persone secondo il Censimento del Canada del 2016 e di 28807 persone secondo il Censimento del 2011) è una municipalità distrettuale istituita nel 1873 situata sull'Isola di Vancouver nella Columbia Britannica, Canada. La municipalità fa parte del Distretto regionale di Cowichan Valley. North Cowichan è nota per un paesaggio che include foreste, spiagge, fiumi e laghi. La municipalità comprende le comunità di Crofton, Chemainus, Maple Bay e e la cosiddetta "South End" che è essenzialmente un sobborgo della città di Duncan.

## Geografia fisica

### Territorio
Situata sulla costa Est della parte meridionale dell'Isola di Vancouver, North Cowichan si trova in posizione centrale immediatamente a Nord e adiacente alla città di Duncan ed a Sud di Ladysmith. Con una superficie di 195 chilometri quadrati, North Cowichan include le comunità di Chemainus, Crofton, Westholme, Maple Bay e la cosiddetta "South End", letteralmente "estremità Sud" in inglese, che è, dal punto di vista funzionale, un sobborgo della città di Duncan.

### Clima
Riparata dalle montagne della parte centrale dell'Isola e della Penisola Olimpica, North Cowichan ha un clima mediterraneo temperato, con inverni miti, umidi e con poche nevicate ed estati calde e secche. Secondo il sistema della classificazione dei climi di Köppen, North Cowichan ha un clima mediterraneo dalle estati calde, abbreviato "Csb".
| North Cowichan        | Mesi  | Mesi  | Mesi  | Mesi | Mesi | Mesi | Mesi | Mesi | Mesi | Mesi  | Mesi  | Mesi  | Stagioni | Stagioni | Stagioni | Stagioni | Anno    |
| North Cowichan        | Gen   | Feb   | Mar   | Apr  | Mag  | Giu  | Lug  | Ago  | Set  | Ott   | Nov   | Dic   | Inv      | Pri      | Est      | Aut      | Anno    |
| --------------------- | ----- | ----- | ----- | ---- | ---- | ---- | ---- | ---- | ---- | ----- | ----- | ----- | -------- | -------- | -------- | -------- | ------- |
| T. max. media (°C)    | 6,6   | 8,6   | 11,3  | 14,9 | 18,5 | 21,0 | 24,5 | 24,3 | 22,5 | 15,1  | 9,6   | 6,1   | 7,1      | 14,9     | 23,3     | 15,7     | 15,3    |
| T. media (°C)         | 3,2   | 4,3   | 6,3   | 9,2  | 12,4 | 15,0 | 17,8 | 17,5 | 15,2 | 10,0  | 5,9   | 3,1   | 3,5      | 9,3      | 16,8     | 10,4     | 10,0    |
| T. min. media (°C)    | −0,2  | −0,1  | 1,3   | 3,5  | 6,3  | 9,0  | 11,0 | 10,7 | 7,9  | 4,9   | 2,2   | 0,2   | 0,0      | 3,7      | 10,2     | 5,0      | 4,7     |
| T. max. assoluta (°C) | 13,5  | 18,5  | 23,5  | 28,5 | 32,0 | 34,0 | 36,0 | 34,5 | 35,0 | 27,0  | 18,0  | 15,0  | 18,5     | 32,0     | 36,0     | 35,0     | 36,0    |
| T. min. assoluta (°C) | −14,0 | −15,0 | −10,0 | −3,0 | −1,5 | 2,5  | 5,0  | 5,0  | 0,0  | −4,5  | −10,5 | −15,5 | −15,5    | −10,0    | 2,5      | −10,5    | −15,5   |
| Precipitazioni (mm)   | 238,0 | 164,0 | 133,0 | 85,0 | 51,0 | 40,0 | 25,0 | 33,0 | 28,0 | 117,0 | 222,0 | 229,0 | 631,0    | 269,0    | 98,0     | 367,0    | 1 365,0 |

## Geologia
L'ultimo periodo glaciale, che in quest'area del Nord America corrisponde alla cosiddetta Fraser Glaciation, si è verificata tra 29000 e 15000 anni fa. I ghiacciai formatisi hanno scavato la Cowichan Valley lasciando alla fine ghiacciai fino a 30 metri di spessore. Queste terre fertili e il clima mite hanno portato ad una storia ricca di agricoltura.

## Società

### Evoluzione demografica
North Cowichan aveva una popolazione di 27557 persone nel 2006, corrispondenti ad un incremento del 5,4% rispetto al censimento del 2001. Il reddito familiare medio nel 2006 per North Cowichan era pari a 62125 dollari, che era sotto la media di 65787 dollari relativa all'intera Provincia della Columbia Britannica.
| Censimento del Canada del 2006  | Censimento del Canada del 2006 | Popolazione | % di Popolazione Totale |
| ------------------------------- | ------------------------------ | ----------- | ----------------------- |
| Minoranza Fonte:                | Cinesi                         | 195         | 0,7%                    |
| Minoranza Fonte:                | Asiatici del Sud               | 1015        | 3,7%                    |
| Minoranza Fonte:                | Afrocanadesi                   | 45          | 0,2%                    |
| Minoranza Fonte:                | Filippini                      | 125         | 0,5%                    |
| Minoranza Fonte:                | Latino-americani               | 55          | 0,2%                    |
| Minoranza Fonte:                | Asiatici del Sud-Est           | 75          | 0,3%                    |
| Minoranza Fonte:                | Arabi                          | 30          | 0,1%                    |
| Minoranza Fonte:                | Asiatici dell'Ovest            | 0           | 0%                      |
| Minoranza Fonte:                | Coreani                        | 70          | 0,3%                    |
| Minoranza Fonte:                | Giapponesi                     | 75          | 0,3%                    |
| Minoranza Fonte:                | Altre minoranze                | 0           | 0%                      |
| Minoranza Fonte:                | Minoranze mescolate            | 35          | 0,1%                    |
| Popolazione Totale Minoranze    | Popolazione Totale Minoranze   | 1730        | 6,3%                    |
| Popoli nativi del Canada Fonte: | Prime Nazioni                  | 1880        | 6,9%                    |
| Popoli nativi del Canada Fonte: | Meticci                        | 0           | 0%                      |
| Popoli nativi del Canada Fonte: | Inuit                          | 0           | 0%                      |
| Totale popolazione nativa       | Totale popolazione nativa      | 1880        | 6,9%                    |
| Bianchi                         | Bianchi                        | 23,705      | 86,8%                   |
| Popolazione Totale              | Popolazione Totale             | 27,315      | 100%                    |

## Comunità
- Chemainus
- Crofton
- Maple Bay
- South End

## Infrastrutture e trasporti
North Cowichan è servita dall'Aeroporto di Maple Bay (YAQ), collegato con voli da e verso Vancouver Downtown, l'Aeroporto di Vancouver, Ganges su Salt Spring Island e Bedwell Harbour su Pender Island. I voli sono forniti dalla compagnie Saltspring Air e Harbour Air.
La British Columbia Highway 1 attraversa la municipalità con una strada a quattro corsie divisa con segnali alle intersezioni principali.
La British Columbia Highway 18 collega North Cowichan a Lake Cowichan.
Servizi di autobus nella municipalità sono forniti dal Distretto regionale di Cowichan Valley.

## Economia
In origine, l'economia era alimentata dall'abbondanza di risorse naturali, tra cui il commercio di pellicce, la pesca, l'estrazione mineraria e l'industria forestale. Oggi l'industria forestale, la vendita al dettaglio, la costruzione, la produzione e l'assistenza sanitaria contribuiscono in larga misura all'economia locale.

### Turismo
North Cowichan ospita molti luoghi turistici, tra cui il Cowichan Aquatic Centre, l'Island Savings Centre, la Fuller Lake Arena e il Cowichan Sportsplex. In North Cowichan ci sono anche numerosi parchi e percorsi escursionistici.

## Educazione
North Cowichan si trova nel territorio della School District 79 Cowichan Valley. Ci sono molte scuole elementari, due scuole medie e due scuole secondarie.
North Cowichan è servita anche da un istituto di istruzione pubblica post-secondaria, la Vancouver Island University.

## Mezzi d'informazione
North Cowichan è servita da tre giornali – il Duncan Journal, il Cowichan Valley Citizen, e il Chemainus Valley Courier. North Cowichan è, inoltre, servita dall'emittente radio 89.7 JuiceFM, che è un membro di Vista Radio.

## Attrazioni
North Cowichan ospita il BC Forest Discovery Centre, il Pacific Northwest Raptors Bird of Prey, il Raptor Visitor Center e i Chemainus Murals, famosi in tutto il mondo.

## Arte
Il Cowichan Theatre ospita molti artisti e spettacoli durante l'anno. Il Chemainus Theatre Festival presenta commedie, musical e drammi classici e pluripremiati.

## Alimentazione elettrica
Il terminale sull'Isola di Vancouver della HVDC Vancouver-Island, un'interconnessione in corrente continua ad alta tensione, si trova qui.